# 福建省
福建省，简称闽，中华人民共和国东南沿海省份，省会福州市。东西最寬約480公里，南北最長約530公里，陆域面积約12.4万平方公里。北與浙江省毗邻，西與江西省相連，西南與廣東省接界，东隔臺灣海峽與臺灣相望。福建省下辖9个地级市和平潭综合实验区。
福建地理特点是“依山傍海”。福建多山，全省90％的土地是山地丘陵；这些山地多为森林所覆盖，使得福建的森林覆盖率达62.96%，居全国第一。福建的大陆海岸线长度居全国第二位，海岸曲折，岛屿众多。而且由于福建位于东海与南海的交通要冲，是历史上海上丝绸之路、郑和下西洋的起点，也是海上商贸集散地，和中国其他地方不同，福建沿海的文明是海洋文明而内地客家地区是农业文明。
经济方面，福建的生产总值位居全国第八，是中華人民共和國经济发展最快的省级行政区之一。2014年12月12日，国务院决定设立中国（福建）自由贸易试验区（福州片区共31.26平方公里、平潭片区共43平方公里，厦门片区共43.78平方公里），继上海自由贸易试验区后，中国第二批三个自由贸易试验区之一。福建旅游资源丰富，仅世界遗产就有武夷山、鼓浪屿、福建土楼、中国丹霞（泰宁）和泉州：宋元中国的世界海洋商贸中心五处。

## 名稱
唐开元二十一年（733年），设福建经略使才開始出现“福建”一词。 “閩”最早见于《山海经》中的《海内南经·卷十》：“闽在海中，其西北有山，一曰闽中山在海中”。 汉代《说文解字》中说：“闽，东南越，蛇种”，定义闽人是崇蛇的族群；可以作为佐证的是“闽”字的写法，而古人称蛇为长虫，可解释为“闽为山地，多出蛇虫之类，故门下增虫字，以示其特性”，但此解释并未得到史学界的证实。
福建有过“七閩”、“八閩”之別稱，现习惯稱“八閩”。“七闽”最早见于《周礼·夏官·职方氏》，书中说：“职方氏掌天下之图，以掌天下之地，辨其邦、国、都、郫、四夷、八蛮、七闽、九貉、五戎、六狄之人民……”
清蔡永兼《西山杂记》载：「福建周时有七闽，其地域即泉郡之畲家，三山之蜑户（即蜑家），剑州之高山，邰武之武夷，漳岩之龙门，漳郡之藍太武，汀赣之客家，此七族称七闽。」
关于七闽，何光岳的《南蛮源流史》载:《周礼·职方氏》载：“掌七闽八蛮”。郑玄注：“闽，蛮之别也”，即闽乃蛮之别种。“七闽”起初是专指周朝时散居在今福建和浙江南部的七支以蛇为图腾的异族部落，如唐代的贾公彦所作的《周礼疏》中说：“叔熊居濮如蛮，后子从分为七种，故谓之七闽也”，後來演變成泛指福建。
所謂「八閩」，是因為宋朝時稱為福建路，下辖福州、建州、泉州、漳州、汀州、南劍州六個州及邵武、興化二個軍，共計有八個同級行政的機構，因而得名。其中福州、興化、泉州、漳州為下四府，建州、邵武、南劍州、汀州為上四府。

## 历史

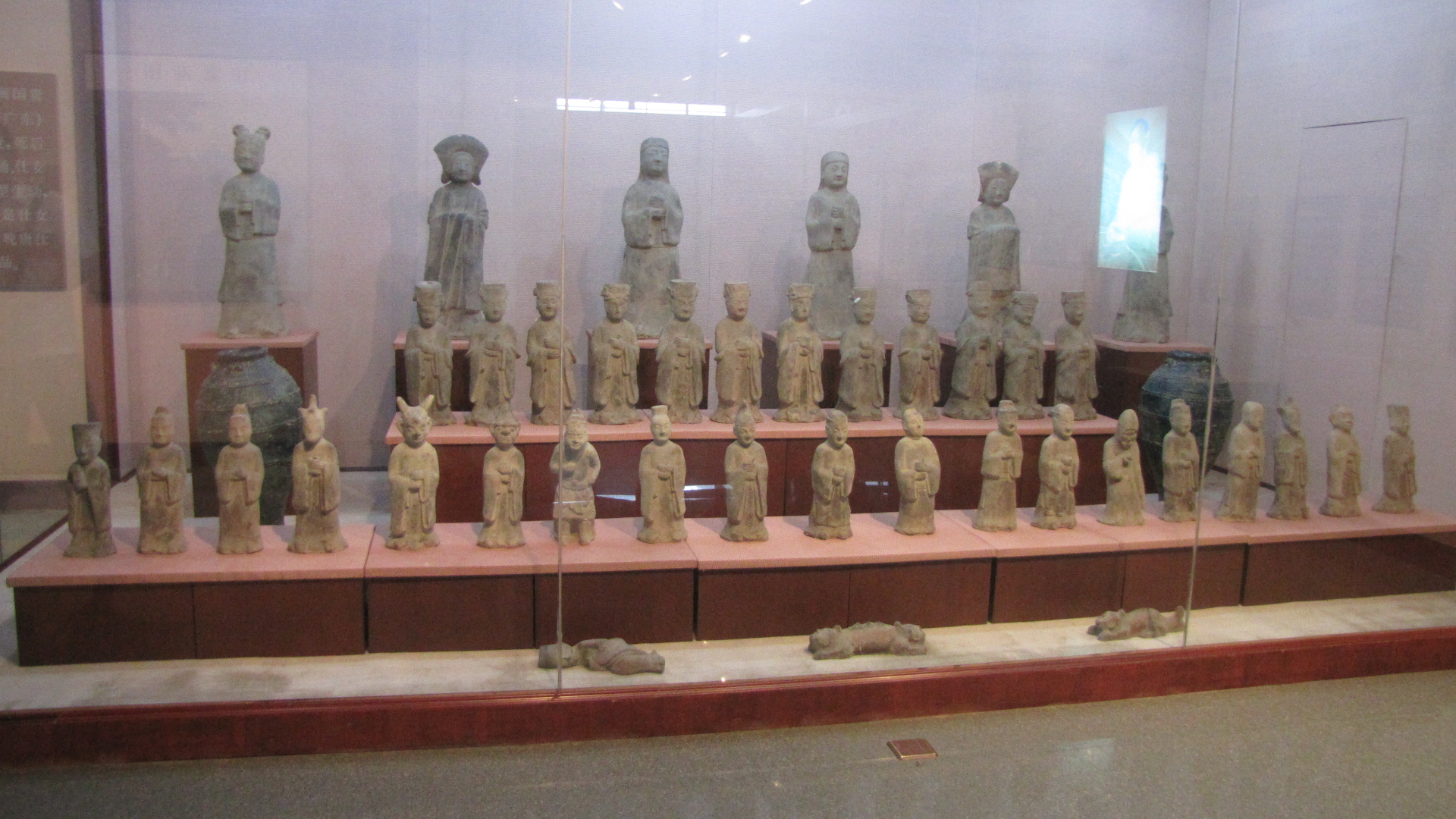
五代闽国刘华墓出土的一组陶俑

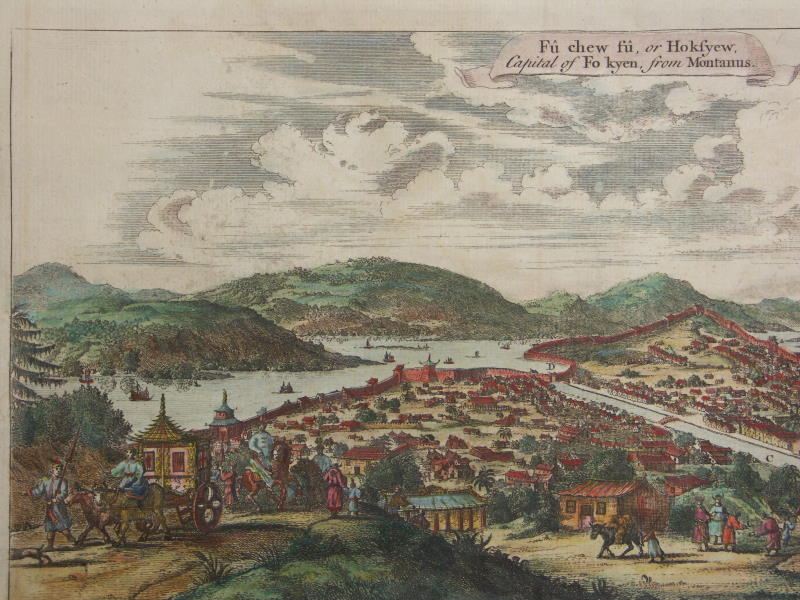
1752年福州城图

出土文物證實，福建和中國其他省份一样，存在過旧石器时代文化，目前已知年代最早的舊石器時代文化遺址在泉州市晉江深滬灣海濱發現，年代距今五十萬年至八十萬年。福建在上古时代原為古闽人（百越的一支）的居住地。古闽人善於駕舟行筏，有「斷髮紋身」的習俗。公元前306年，越王无彊被楚国杀死，越国陷入混乱，部分越国王族迁入闽地；其后，从越国南下的于越人与古闽人融合为闽越人，在今福州建閩越王城。秦在福建設置閩中郡，是第一個在福建設立行政機構的中原王朝，但仍在福建地区仍任命一些闽越人“君长”。
漢高帝五年（前202年），漢劉邦封越王勾踐的後代無諸為閩越王，建閩越國，其形式為藩屬國，都城設於東冶，又称“东越”。同樣在漢初受封的，還有南海国。到了汉武帝时期，闽越国势大，长期与东瓯、南越等邻国为敌。漢武帝元封元年（前110年），汉武帝派遣的大軍攻入閩越國，闽越王族畏惧，繇王居股杀东越王（自称武帝）余善以降。
於建安元年在今福州市設侯官縣。南梁時期，建安郡先後分設為晉安、建安、南安三個郡。南陈时期，为羁縻割据闽中的陈宝应，设闽州。
隋廢三郡置泉州（今福州），後又改為建安郡。唐玄宗開元二十一年（733年），設福建經略使（軍區長官職稱），始出現「福建」之名。五代十國時期，福建獨立，王审知建立閩國，後來為南唐所滅，福建為南唐、吳越和清源軍（后称平海军）三分。在隋唐时期前后，闽语逐渐分化为闽北语（六朝时期形成）、闽南语（中唐时期形成）和闽东语（王潮、王审知执政时期形成）。
宋朝置福建路，統轄六個州（福州、建州、泉州、南剑州、漳州、汀州）與兩個軍（邵武軍、興化軍）。南宋末，宋端宗短暂定都福州，改福州为福安府。元世祖至元十五年（1278年），设泉州行中书省，二年後设福建等处行中书省，此后撤复不定。南宋时，泉州發展成國際著名的港口，市內形成大批外國僑民（主要是阿拉伯人和波斯人）定居的居留地「蕃坊」，當年留下的清净寺一直保留至今。元末，福建发生亦思巴奚兵乱，导致泉州港衰落以及大量人口迁往今广东、海南等地。
明朝置福建等处承宣布政使司後，又改路為府。宋代的六州兩軍以及後來改稱為八個路或八個府的區劃建制（「八閩」的由來）。在明代，倭寇經常袭擾福建，政府宣佈海禁，福建正常的海上貿易受阻。1645年8月18日，唐王朱聿鍵在福州登基，年號隆武，改福建等处承宣布政使司为“福京”，改福州府为天兴府。1646年10月6日，隆武帝被清軍杀死。此後，鄭成功家族领导的明郑势力，先後以廈門和台灣為基地繼續抵抗清軍大約40年之久。清朝時福州是與琉球首里通航貿易的指定口岸。清代，在福建本土，增設了福寧府和龍巖州、永春州。清聖祖康熙二十二年（1683年）台灣并入福建省版图为台厦道，随后于清德宗光緒十二年（1886年）單獨設省。
1842年的《南京條約》將福州和廈門闢為通商口岸，向外國商人開放。1902年在廈門還開闢鼓浪嶼公共租界。在洋務運動中，左宗棠開辦福州船政局及船政學堂，成為近代中國海軍的搖籃，一度湧現出薩鎮冰、魏瀚、李鼎新、林泰曾、劉步蟾、藍建樞、林永昇、方伯謙、林建章、杜錫珪、黃鍾瑛、陳紹寬、薩師俊等大批海軍將官。1883年，中法戰爭期間，法國襲擊了馬尾軍港。福建還是近代西欧傳教士人數最多也最活躍的省份。1933年，十九路軍发动“闽变”，在福建建立中華共和國，定都福州。多山的福建在近代一直未能修建鐵路，因而阻礙該地区經濟的發展以及與中国其他地区的聯繫，直到1956年建成鷹廈鐵路。1949年之後，福建省分由中華人民共和國與中華民國政府進行實質管轄，雙方的行政區劃中也都設有福建省，中華民國福建省已虛級化。

## 地理

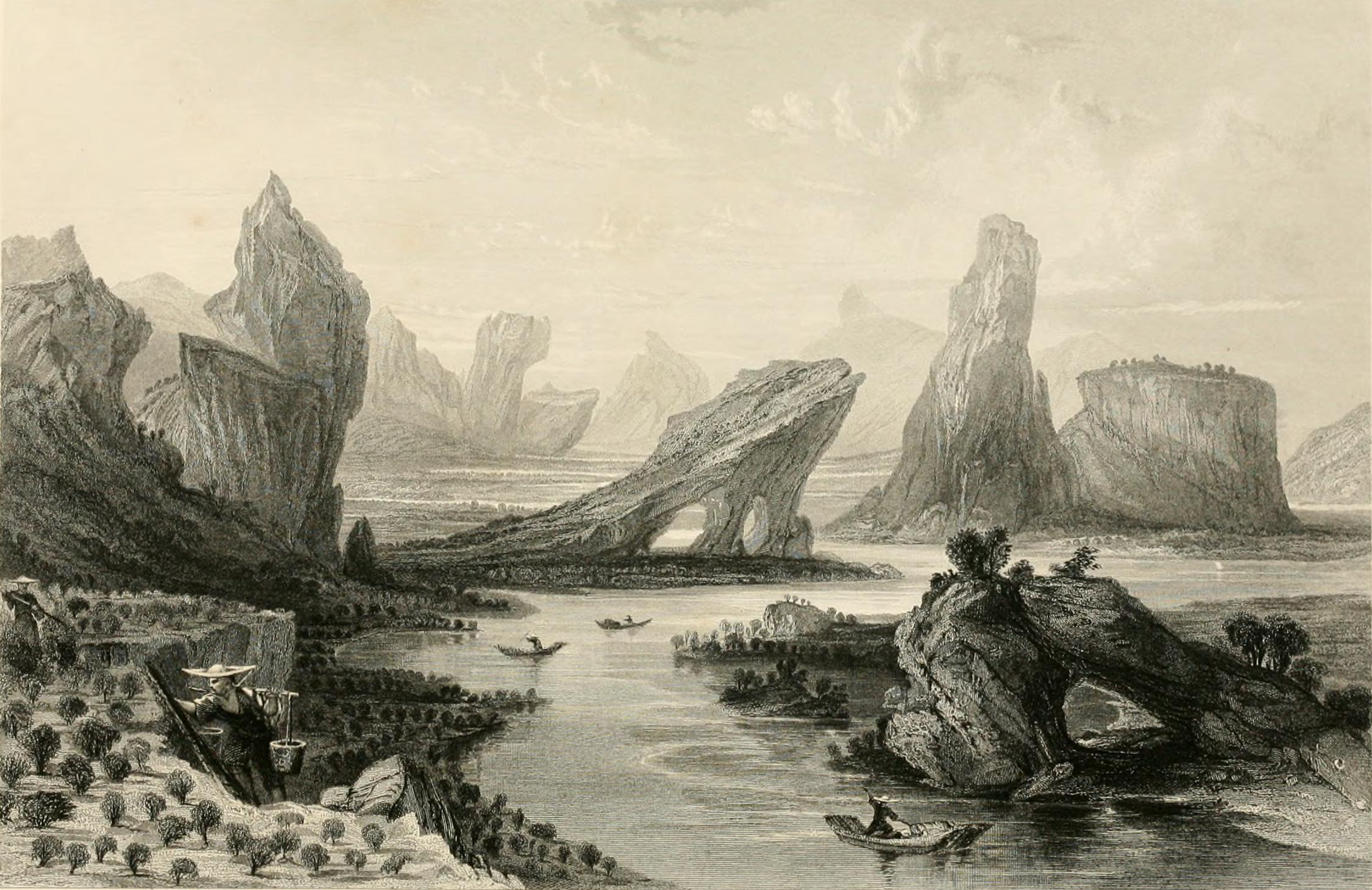
武夷山

### 地形

福建省地形圖

福建位于中国东南部，土地总面积为12.40万平方公里，占全国的1.3％，居全国第23位。地势西北高，东南低，全省土地总面积的90%是山地丘陵，所谓“八山一水一分田”。省内有闽西与闽中两大山带大体平行，闽西山带以武夷山脉为主，斜貫闽、赣两省，长约530千米，平均海拔1千米。最高峰黄岗山海拔2158米，位于武夷山市西北部，是中国东南地区最高峰。闽中山带从北至南分为鹫峰山脉、戴云山脉、博平岭。
福建海岸地貌格局以多海湾、多半岛的曲折海岸线为主体。闽江口由于山地逼近海岸，平原窄小；闽江口以南有较大的沿海平原，如福州平原、兴化平原、泉州平原、漳州平原。且广泛分布海蚀红土台地。闽东南沿海地带是省内耕地集中区，亦是福建省经济文化最为发达地区。
省内城市间往來在过去往往要经水路來达成。

### 海洋
该省东南面对台湾海峡（东海和南海之间，平均宽180公里），海岸线曲折，虽然海岸线直线长度为535公里，但曲线长度却达3324公里，约占全国海岸线总长度的18.3%。曲折的海岸线也形成了众多的海湾，如福宁湾、三沙湾、罗源湾、湄洲湾、东山湾等，而重要的海港有福州港、厦门港、泉州港等。沿海的岛屿共1404个，总面积约为1200多平方公里。

### 四至
| 方位 | 地点                 | 坐标                                            |
| ---- | -------------------- | ----------------------------------------------- |
| 北   | 南平市浦城县         | 28°19′14″N 118°42′26″E / 28.32050°N 118.70720°E |
| 东   | 宁德市福鼎市东台山岛 | 26°59′20″N 120°43′23″E / 26.98890°N 120.72310°E |
| 南   | 漳州市东山县         | 23°33′39″N 117°24′55″E / 23.56070°N 117.41530°E |
| 西   | 龙岩市武平县         | 25°09′45″N 115°50′51″E / 25.16260°N 115.84740°E |

## 行政区划
福建省现辖9个地级市，其中厦门市为副省级市；全省共有84个县级行政区，包括31个市辖区、11个县级市、42个县；1108个乡级行政单位，包括653镇，233乡，19民族乡，203街道。
- 地级市：福州市、厦门市（副省级市）、莆田市、三明市、泉州市、漳州市、南平市、龙岩市、宁德市

| 福建省行政区划图 | 福建省行政区划图 | 福建省行政区划图 | 福建省行政区划图  | 福建省行政区划图        | 福建省行政区划图 | 福建省行政区划图 | 福建省行政区划图 | 福建省行政区划图 |
| --- | ---------------- | ---------------- | ----------------- | ----------------------- | ---------------- | ---------------- | ---------------- | ---------------- |
| 福州市 厦门市 莆田市 三明市 泉州市 漳州市 南平市 龙岩市 宁德市 ☐ 未实际管辖泉州市金门县、福州市长乐区的白犬列岛、连江县马祖乡、莆田市秀屿区湄洲镇乌丘村、漳州市龙海区的东碇岛，参见台海现状。 |                  |                  |                   |                         |                  |                  |                  |                  |
| 区划代码 | 区划名称         | 汉语拼音         | 面积 （平方公里） | 常住人口 （2020年普查） | 政府驻地         | 县级行政区划     | 县级行政区划     | 县级行政区划     |
| 区划代码 | 区划名称         | 汉语拼音         | 面积 （平方公里） | 常住人口 （2020年普查） | 政府驻地         | 市辖区           | 县级市           | 县               |
| 350000 | 福建省           | fú jiàn shěng    | 123,951.14        | 41,540,086              | 福州市           | 31               | 11               | 42               |
| — 地级市 — |                  |                  |                   |                         |                  |                  |                  |                  |
| 350100 | 福州市           | fú zhōu shì      | 12,250.72         | 8,291,268               | 鼓楼区           | 6                | 1                | 6                |
| 350300 | 莆田市           | pú tián shì      | 4,130.78          | 3,210,714               | 城厢区           | 4                |                  | 1                |
| 350400 | 三明市           | sān míng shì     | 22,964.77         | 2,486,450               | 三元区           | 2                | 1                | 8                |
| 350500 | 泉州市           | quán zhōu shì    | 11,286.59         | 8,782,285               | 丰泽区           | 4                | 3                | 5                |
| 350600 | 漳州市           | zhāng zhōu shì   | 12,879.62         | 5,054,328               | 龙文区           | 4                |                  | 7                |
| 350700 | 南平市           | nán píng shì     | 26,279.67         | 2,680,645               | 建阳区           | 2                | 3                | 5                |
| 350800 | 龙岩市           | lóng yán shì     | 19,027.62         | 2,723,637               | 新罗区           | 2                | 1                | 4                |
| 350900 | 宁德市           | níng dé shì      | 13,431.98         | 3,146,789               | 蕉城区           | 1                | 2                | 6                |
| — 副省级市 — |                  |                  |                   |                         |                  |                  |                  |                  |
| 350200 | 厦门市           | xià mén shì      | 1,699.39          | 5,163,970               | 思明区           | 6                |                  |                  |
| 注：金门县、连江县马祖乡、莆田市秀屿区湄洲镇乌丘村等地未实际管辖，参见福建省 (中华民国)条目。                                                                                                 |                  |                  |                   |                         |                  |                  |                  |                  |

## 经济
福建是经济发展最快的省份之一，2019年经济总量位居全国第八位。1979-2007年29年，按绝对数比较，2007年GDP总量为1978年的138.02倍；按不变价格推算（以同期全国平均物价水平为基准），GDP年平均增长率12.4％，增长速度次于广东、浙江等二省份居全国第三位，2010年GDP增长13.8%，仅次于天津市、重庆市、四川省，增幅居全国第四位。1978-2008年，有21年GDP年增长率高于10％，GDP增幅最高的年份为1993年，年增长率达到22.6％。福建省GDP总量在全国的位次从1978年的第22位，至2007年上升至第10位；福建省1981年GDP总量首次突破100亿元，1993年GDP突破1千亿元，2008年突破1万亿元。据初步核算，2010年福建省地区生产总值为14357.12亿元，比上年增长13.8%，人均地区生产总值39432元，比上年增长13.0%，三次产业比例为9.5∶51.3∶39.2。

## 交通
据统计，截至2016年末，福建省的公路总里程106,756.53公里，公路密度為87.94公里每百平方公里。等级公路里程分别为：国道10,404.27公里（其中高速公路3,417.98公里）、省道5,195.73公里（其中高速公路1,347.74公里）、县道14,995.88公里（其中高速公路65.33公里）、乡道41,134.08公里、专用公路118.01公里、村道34,908.56公里。
2016年末福建省全省内河航道通航里程3,245.28公里。其中：等级航道1,268.65公里，占总里程的39.1%，与上年持平。其中，四级及以上高等级航道443.8公里，占总里程的13.7%，与上年持平。各等级内河航道通航里程分别为：一级航道107.84公里，二级航道20.25公里，三级航道52.05公里，四级航道263.66公里，五级航道204.57公里，六级航道46.18公里，七级航道574.1公里。各水系内河航道通航里程分别为：闽江水系1,972.8公里，九龙江水系454.43公里，其他水系818.05公里。全省港口拥有生产用码头泊位578个，万吨级及以上泊位168个。
全省有民航机场6个。
截至2016年末，全省有营运汽车26.69万辆，其中大型客车6,924辆，载货汽车25.03万辆；水上运输船舶1,940艘。城市及县城拥有公共汽电车18,324辆，巡游出租汽车运营车辆24,961辆，城市客运轮渡29艘。福州市开通了全省首条地铁，拥有地铁车站6个；运营车辆144辆。
2016年全年全省营业性客运车辆完成公路客运量3.91亿人、旅客周转量251.95亿人公里。全省营业性货运车辆完成货运量8.58亿吨、货物周转量1,094.70亿吨公里，2016年全省水路客运量2,016.40万人、旅客周转量2.72亿人公里。全省完成水路货运量3.17亿吨、货物周转量4,846.44亿吨公里。

## 人口

### 分布
福建的人口比较稠密。但分布不均，沿海平原地区人口多，内地山区人口少。

### 民族

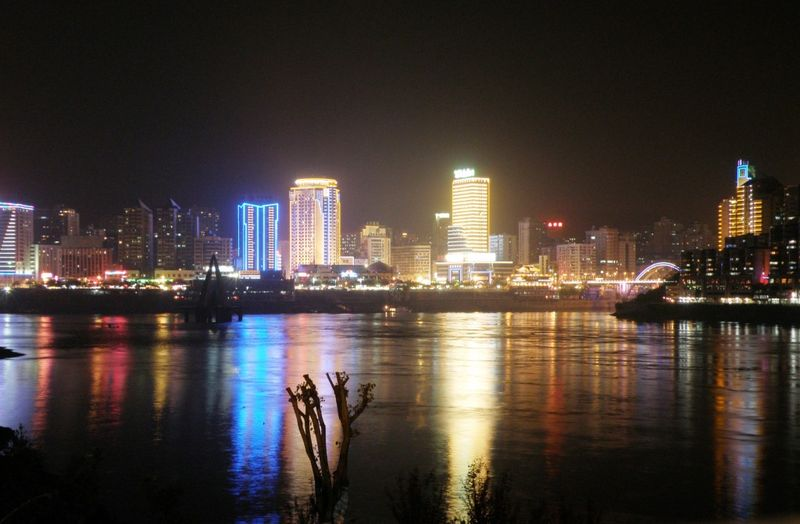
南平市延平区夜景

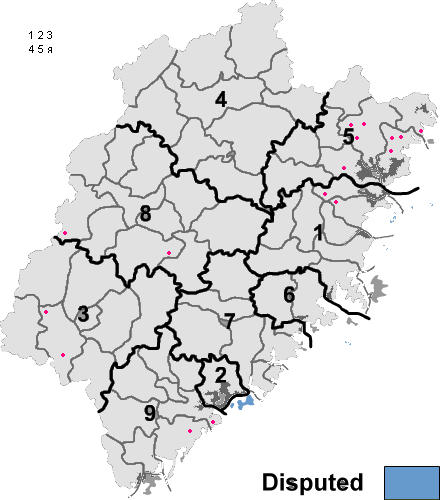
福建畬族民族乡分布图

福建民族构成较单一，人口以汉族为主体，但语言及文化多元性极高，主要由闽民系和客家民系两大汉族民系构成。福建省少数民族以畲族为主，另有回族、满族、蒙古族、高山族等。畲族主要分布在内陆山区，约占全国畲族人口的60％。回族主要分布在惠安县百崎回族乡和晋江市陈埭镇。长乐区航城街道琴江村、晋江市龙湖镇福林村和南安市霞美镇梧坑村为满族聚居村落。泉港区涂岭镇小坝村为蒙古族聚居村落。华安县仙都镇送坑村为高山族聚居村落。余下少数民族大多是近现代迁徙而来，大部分人口极少。
2009年，福建省共有19个民族乡，其中18个畲族乡和1个回族乡，562个民族村。

## 宗教
福建宗教
福建的主要宗教是中國民間信仰，道教和佛教。根據2007年和2009年進行的調查，福建有31.31％的人口有祖先崇拜，3.5％的人口是基督徒。報告沒有提供其他宗教的統計數字； 65.19％的人口無宗教或信奉中國民間宗教、佛教、儒教、道教和伊斯蘭教。
| - 福州市鼓樓區西禅寺 - 福州市台江區天后宮 - 福州市倉山區泛船浦圣多明我主教座堂 - 泉州市鯉城區天后宮 - 廈門市思明區鴻山寺 - 南安市水头鎮海潮庵 - 漳州市薌城區官園威惠廟 - 泉州市鯉城區清淨寺 |

## 文化
福建文化历史悠久，由5000年前的曇石山文化結合中原文化發展出了閩都文化、閩南文化、閩西文化等地域文化，对中国文化、世界文化贡献良多，主要表现在三个方面：一是程朱理學、二是以林则徐的“林学”和严复的“侯官新学”为代表的近代闽都文化，三是以南岛民族扩散、海上丝绸之路为主要体现的海洋文化。

## 社会

### 教育
福建擁有廈門大學1所985和福州大學1所211工程院校，以及福建師範大學、福建農林大學、福建醫科大學、福建中醫藥大學、福建理工大学、華僑大學、集美大學、閩南師範大學、廈門理工學院等9所省重點建設高校。根據2008年的統計，中國科學院和中國工程院的院士中有96名為福建省出生，在全國排名第五。

### 体育
福建体育从20世纪50年代起发展迅速，建立了各级体育组织机构，在修复兴建各类体育场馆设施的同时，陆续创办了各类体育学校、体育训练班和国防体育俱乐部。

## 姓氏
按戶籍人口數量排名，福建五大姓氏是：陳（第一）、林（第二）、黃（第三）、張（第四）、吳（第五）。

## 国际友好关系
截至2024年1月1日，福建省已与世界上47个国家的省、市建立了125对友城关系，其中省级34对，福州市20对、厦门市22对、泉州市10对、漳州市6对、莆田市5对、南平市3对、三明市2对、龙岩市3对、宁德市4对，石狮市2对、武夷山市2对、南安市2对、福鼎市1对、晋江市2对，福清市1对、上杭县1对、泰宁县1对，福州市鼓楼区1对、厦门市思明区1对、福州市长乐区1对、泉州市鲤城区1对。

## 延伸阅读
[在维基数据编辑]
 《欽定古今圖書集成·方輿彙編·職方典·福建總部》，出自陈梦雷《古今圖書集成》
 《新五代史·卷68》，出自歐陽修《新五代史》